# Coafloden
 Rio Coa ("Coafloden"; (portugisiskt uttal: [ˈkoɐ]); tidigare stavat Rio Côa) är en portugisisk biflod till floden Douro, i nordöstra Portugal. Den rinner upp i Serra das Mesas, inom kommunen Sabugal, på 1175 meters höjd, passerar den lilla staden Sabugal och rinner ut i floden Douros västra bank i närheten av Vila Nova de Foz Coa.
I Coadalen finns ett stort antal hällristningar och målningar från omkring 25 000–1 000 före Kristus. Unesco har utnämnt hällristningarna till världsarv.

## Etymologi
Namnet Coa kommer möjligen från det latinska ortsnamnet Cuda, som i sin tur kommer från det iberiska ordet kut, med betydelse ”vildsvin”.